# McKeansburg
McKeansburg és una concentració de població designada pel cens dels Estats Units a l'estat de Pennsilvània. Segons el cens del 2000 tenia 155 habitants.

## Demografia
Segons el cens del 2000, McKeansburg tenia 155 habitants, 64 habitatges, i 44 famílies. La densitat de població era de 176 habitants per quilòmetre quadrat.
Dels 64 habitatges en un 28,1% hi vivien nens de menys de 18 anys, en un 57,8% hi vivien parelles casades, en un 7,8% dones solteres, i en un 31,3% no eren unitats familiars. En el 26,6% dels habitatges hi vivien persones soles el 17,2% de les quals corresponia a persones de 65 anys o més que vivien soles. El nombre mitjà de persones vivint en cada habitatge era de 2,42 i el nombre mitjà de persones que vivien en cada família era de 2,93.
Per edats la població es repartia de la següent manera: un 21,3% tenia menys de 18 anys, un 9% entre 18 i 24, un 27,1% entre 25 i 44, un 25,8% de 45 a 60 i un 16,8% 65 anys o més.
L'edat mediana era de 40 anys. Per cada 100 dones de 18 o més anys hi havia 74,3 homes.
La renda mediana per habitatge era de 31.250 $ i la renda mediana per família de 37.500 $. Els homes tenien una renda mediana de 29.375 $ mentre que les dones 20.625 $. La renda per capita de la població era de 16.541 $. Cap de les famílies i el 5,2% de la població estaven per davall del llindar de pobresa.

## Poblacions més properes
El següent diagrama mostra les poblacions més properes.